# Alvaro XIV del Congo
Alvaro XIV del Congo (Mbanza Congo, ... – Mbanza Congo, 18 novembre 1896) è stato un re congolese.
Alla morte di Pietro VI, nel febbraio del 1891, suo figlio gli succedette come sovrano dello stato col nome di Alvaro XIV Agua Rosada dal momento che Garcia Mbumba era divenuto di religione battista e pertanto aveva perduto definitivamente i suoi diritti di successione al trono.
Alvaro XIV Agua Rosasa morì il 18 novembre 1896 e suo figlio adottivo, Pedro Mbemba Vuzi Nzinga, figlio della sua sorellastra, era troppo giovane per succedergli, e pertanto la reggenza passò a suo fratello Henri Nteyé a Nkenge sino al 1901.